# Pasiphila dryas
Pasiphila dryas är en fjärilsart som beskrevs av Edward Meyrick 1891. Pasiphila dryas ingår i släktet Pasiphila och familjen mätare. Inga underarter finns listade i Catalogue of Life.